# Hairúya
El hairúya és una llengua witoto extingida que va ser parlada als marges del riu Tamboryaco, un afluent del riu Putumayo, al sud-est de Colòmbia.

## Llista de paraules
Una llista de paraules hairúya va ser recollida per l'explorador txec Enrique Stanko Vráz de parlants de Hairúya a São Paulo de Olivença. La llista de Vráz es va publicar posteriorment a Loukotka (1949)::57-59
| Glossa francesa (original) | glossa anglesa (traduïda) | Hairúya   |
| -------------------------- | ------------------------- | --------- |
| blanc, un                  | white man                 | rakuiča   |
| bon                        | good                      | mareru    |
| canard                     | duck                      | noko      |
| caoutchouc                 | rubber                    | xiterai   |
| chemin                     | path                      | ifoike    |
| chute d’eau                | waterfall                 | nofuiko   |
| colline                    | hill                      | ikóñe     |
| dent                       | tooth                     | atíɗo     |
| homme                      | man                       | yiza      |
| jaguar                     | jaguar                    | hituidé   |
| jour                       | day                       | yuičai    |
| lance                      | spear                     | óte       |
| maïs                       | but                       | kobé      |
| maison                     | house                     | hofo      |
| massue                     | club                      | biɗevá    |
| œuf                        | egg                       | hege      |
| petit                      | small                     | učiyi     |
| il va pleuvoir             | it will rain              | ɗeite     |
| poisson                    | fish                      | refido    |
| comment te portes-tu?      | how are you?              | nefo it’o |
| poule                      | hen                       | atahua    |
| rame                       | oar                       | iforo     |
| rouge                      | red                       | trioɗe    |
| sel                        | salt                      | yá        |
| serpent                    | snake                     | tokúɗo    |
| tabac                      | tobacco                   | tó        |
| tuer                       | kill                      | dutakai   |
| urubû (Cathartes foetens)  | voltor negre              | inó       |